# سوميت سانغوان
سوميت سانغوان (مواليد 1993) هو ملاكم هندي، مثّل بلاده في الألعاب الأولمبية الصيفية 2012.

## روابط خارجية
سوميت سانغوان على موقع بوكس ريك (الإنجليزية) (registration required)
- سوميت سانغوان على موقع اللجنة الأولمبية الدولية (الإنجليزية)
- سوميت سانغوان على موقع أوليمبيديا (الإنجليزية)
- سوميت سانغوان على موقع اتحاد ألعاب الكومنولث (مؤرشف) (الإنجليزية)